# Михин, Михаил Николаевич
Михаил Николаевич Михин (1925—2001) — гвардии старший сержант Рабоче-крестьянской Красной Армии, участник Великой Отечественной войны, Герой Советского Союза (1944).

## Биография
Михаил Михин родился 11 октября 1925 года на хуторе Устье (ныне — Семилукский район Воронежской области). После окончания семи классов школы работал в колхозе. В марте 1943 года Михин был призван на службу в Рабоче-крестьянскую Красную Армию. С сентября того же года — на фронтах Великой Отечественной войны.
К июлю 1944 года гвардии старший сержант Михаил Михин командовал миномётным расчётом 270-го гвардейского миномётного полка 11-го гвардейского танкового корпуса 1-й гвардейской танковой армии 1-го Украинского фронта. Отличился во время освобождения Польши. 25 июля 1944 года расчёт Михина в числе первых переправился через реку Сан в районе города Ярослав и принял активное участие в боях за захват и удержание плацдарма на её берегу, отразив немецкую контратаку и продержавшись до переправы основных сил.
Указом Президиума Верховного Совета СССР от 23 сентября 1944 года гвардии старший сержант Михаил Михин был удостоен высокого звания Героя Советского Союза с вручением ордена Ленина и медали «Золотая Звезда».
После окончания войны Михин был демобилизован. Вернулся на родину, работал в колхозе. Позднее проживал в Семилуках. Умер 18 мая 2001 года.
Был также награждён орденами Отечественной войны 1-й и 2-й степеней, Красной Звезды, рядом медалей.